# 2017年颶風哈維
颶風哈維（英語：Hurricane Harvey）追平2005年颶風卡崔娜，成為造成經濟損失最大的熱帶氣旋，造成至少$1250億（2017年美元）的損失，主要來自休斯敦都會區的災難性降雨而引發的洪水。它是自2005年颶風威爾瑪以來登陸美國的首場大型颶風，結束12年來沒有大型颶風在該國登陸的創紀錄空窗期。在四天內，由於該系統在德克薩斯州東部及鄰近水域緩慢徘徊，許多地區的降雨量超過1,000毫米，造成前所未有的水災。雨量累積最高達1,539毫米，哈維是美國有史以來帶來最多降雨量的熱帶氣旋。由此產生的洪水淹沒了成千上萬的房屋，造成3萬多人流離失所，並促成了17,000多次的救援。
已確認哈維造成至少108人死亡：圭亞那有1人，而美國有107人。颶風造成的總損失估計為1250億美元，是美國歷史上造成經濟損失最大的自然災害之一，與2005年颶風卡崔娜旗鼓相當。這個記錄，預計被2021年德克薩斯州大停電所超越。

## 氣象歷史
2017年8月15日，一个低压区在百慕大群岛西南偏西几百英里处生成。02时，美国国家飓风中心（NHC）对其未来两天发展评级为"LOW"并发展概率为20%，未来五天发展评级"MEDUIM"并发展概率为60%。
8月16日02时，美国国家飓风中心对其未来两天发展评级为"MEDUIM"并发展概率为60%，未来五天发展评级为"HIGH"并发展概率为70%。11时，美国国家飓风中心对其发布特殊警报，将其立即定义为潜在的热带气旋，并给予编号NINE。17时，美国国家飓风中心将其升格为热带风暴，并命名哈维（Harvey）。
8月19日17时，美国国家飓风中心将其降格为热带低气压。23时，美国国家飓风中心将其降格为热带残余，并对其发布最后的警报。
8月23日02时，美国国家飓风中心对其重新发报，并将其升格为热带低气压。
8月24日02时，美国国家飓风中心将其升格为热带风暴。14时，美国国家飓风中心将其升格为一级飓风。
8月25日02时，美国国家飓风中心将其升格为二级飓风。17时，美国国家飓风中心将其升格为三级飓风。20时，美国国家飓风中心将其升格为四级飓风。23时，“哈维”以四级飓风登陆美国得克萨斯州。
8月26日02时，美国国家飓风中心将其降格为三级飓风。05时，美国国家飓风中心将其降格为二级飓风。08时，美国国家飓风中心将其降格为一级飓风。14时，美国国家飓风中心将其降格为热带风暴。
8月30日05时，“哈维”以热带风暴登陆美国路易斯安那州。20时，美国国家飓风中心将其降格为热带低气压。23时，美国国家飓风中心对其发布最后的警报，并转交于天气预报中心（WPC）发报。
9月1日17时，天气预报中心将其降格为后热带气旋，并对其停止发报。

## 防災措施
| 排名 | 飓风名称         | 飓风季 | 损失（美元） |
| ---- | ---------------- | ------ | ------------ |
| 1    | “迈阿密”         | 1926年 | 2,359亿      |
| 2    | “加尔维斯顿”     | 1900年 | 1,386亿      |
| 3    | 卡特里娜         | 2005年 | 1,169亿      |
| 4    | “加尔维斯顿”     | 1915年 | 1,098亿      |
| 5    | 安德鲁           | 1992年 | 1,060亿      |
| 6    | 桑迪             | 2012年 | 735亿        |
| 7    | “古巴－佛罗里达” | 1944年 | 735亿        |
| 8    | 哈维             | 2017年 | 622亿        |
| 9    | “新英格兰”       | 1938年 | 578亿        |
| 10   | “奥基乔比”       | 1928年 | 544亿        |

2017年8月31日，白宮新聞祕書桑德斯在新聞發布會上告訴記者，總統川普承諾以個人名義捐獻100萬美元用以幫助災區。

## 外部鏈結
- Hurricane Harvey Advisory Archive（页面存档备份，存于） - 國家颶風中心 （英文）